# Helden (plaats)
Helden uitspraakⓘ (Limburgs: Helje, Helje-Dörp, of kortweg Helje) is een plaats en een voormalige gemeente in de Nederlandse provincie Limburg. De plaats telt 6.315 inwoners (2023), en vormt samen met Panningen de dubbelkern Helden-Panningen in de gemeente Peel en Maas. Net als in vele Limburgse dorpen heeft het dorp een eigen dialect, het Heldens.

## Geschiedenis

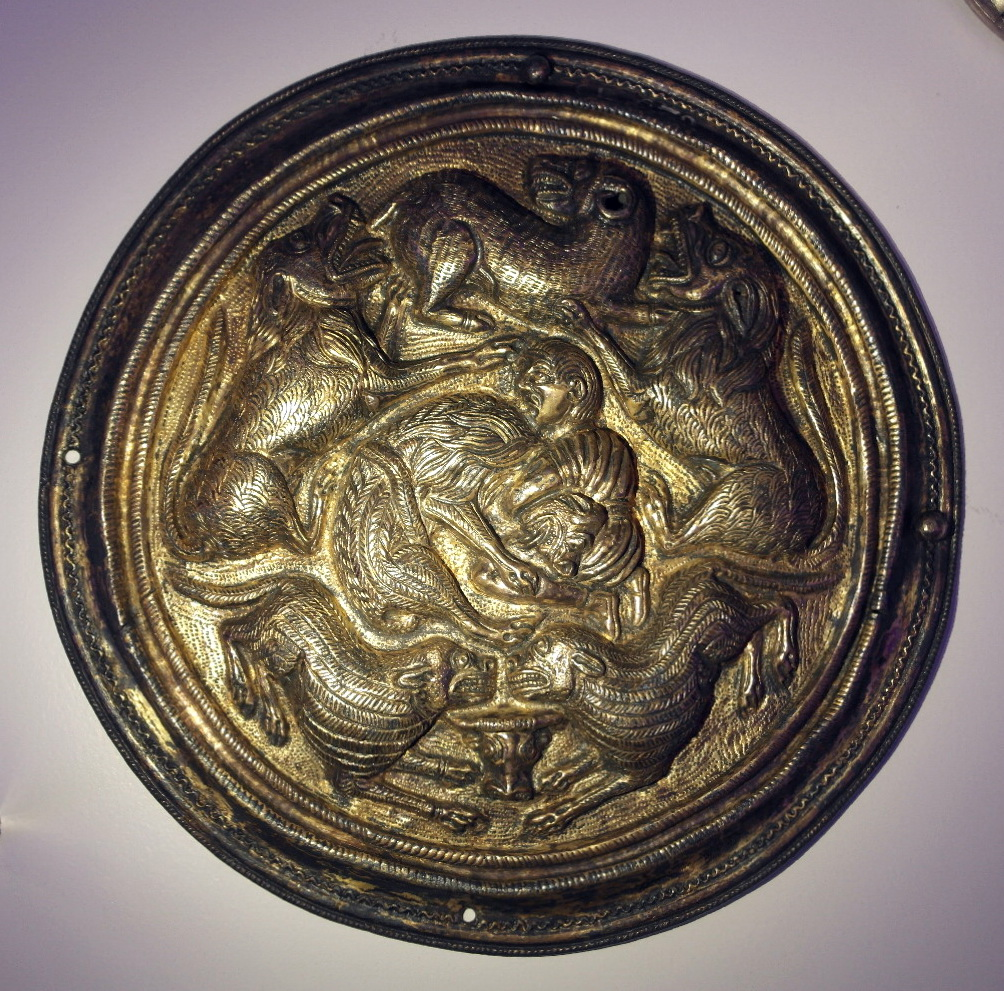
Sierschijf van Helden (RMO, Leiden)

De Sierschijf van Helden is een belangrijk voorwerp in de collectie van het Rijksmuseum van Oudheden in Leiden. Het betreft een kunstig bewerkte ronde schijf (phalera) van verguld zilver, waarschijnlijk bedoeld als versiering van een schild of paardentuig. Het sieraad uit de 1e eeuw voor Chr. (of later) is waarschijnlijk afkomstig uit Thracië. Het voorwerp werd rond het midden van de 19e eeuw ontdekt door een turfsteker in de omgeving van Helden. Hoe het voorwerp in het veen is terechtgekomen, is niet bekend.
De naam Helden wordt het eerst vermeld in 1144 in een oorkonde van de aartsbisschop van Keulen over het klooster van Millen (Duitsland), waarin over bezittingen te Helden wordt gesproken. In 1230 schenkt Willem van Horne volgens een oorkonde het patronaatsrecht van de kerk van Heldele (Helden) aan de abdij van Averbode in het graafschap Vlaanderen. Tot aan de oprichting van het bisdom Roermond in 1559 valt Helden kerkelijk onder het bisdom Luik. De naam Heldele verandert via Heldene in Helden.
Helden en omgeving behoorden bij het Overkwartier van het Hertogdom Gelre of Spaans Opper-Gelre. Tijdens de Spaanse Successieoorlog werd het gebied door Pruisische troepen bezet, en zo bleef het als deel van Pruisisch Opper-Gelre ongeveer een eeuw lang Duits (tot 1814).
Op 1 januari 2010 is de gemeente Helden opgeheven en opgegaan in de nieuwe gemeente Peel en Maas.

## Bezienswaardigheden
- De Sint-Lambertuskerk
- Voormalig Mariaklooster, uit 1903, was een klooster van de Zusters van de Goddelijke Voorzienigheid, aan Kloosterstraat 9. Architect was J. Bongarts. De zusters, die onder meer het onderwijs verzorgden, vertrokken in 1967, en tegenwoordig is het klooster een buurtcentrum onder de naam: Kerkenbosch. De kloostertuin is sinds 2013 een wandelpark, waarin de oude Mariagrot is opgenomen.
- Voormalig patronaatsgebouw "Sint-Joseph", aan Nieuwstraat 7, uit 1908
- Enkele veldkapelletjes, te weten:
  - Sint-Annakapel, uit 1942.
  - Sint-Catharinakapel in de Heldense Bossen
  - Sint-Rochuskapel, aan Sint-Rochusplein, gesloopt 1963. Een nagemaakte ruïne en een Sint-Rochusbeeld herinneren aan de voormalige kapel.
  - Sint-Servaaskapel in Rieterpark, herbouw uit 1987 van kapel uit 1870, met Sint-Servaasbeeld van 1942.
  - Veegteskapel
- Boerderij aan Molenstraat 133, met woning uit 1751
- Onderse Schans, een gereconstrueerde schans ten noordoosten van het dorp

## Natuur en landschap
Helden ligt op hoge zandgrond. De hoogte bedraagt ongeveer 33 meter. De grond is in gebruik voor landbouw, maar in het zuidoosten ligt het Boekenderbos, voornamelijk naaldbos op voormalige heide en stuifzand. In het noorden loopt de Kwistbeek in oostelijke richting.

## Voormalige gemeente
De voormalige gemeente Helden telde in november 2009 19.631 inwoners (bron: CBS). De gemeente had een oppervlakte van 69,23 km², waarvan een verwaarloosbaar percentage water. Tegenwoordig maakt Helden deel uit van de gemeente Peel en Maas.
De andere kernen van de voormalige gemeente waren Beringe, Egchel, Grashoek, Koningslust en Panningen (gemeentehuis).

### Vlag
De vlag van Helden bestaat uit 6 banen, asymmetrisch gescheiden door een verticale lijn. De kleuren zijn afwisselend geel en blauw, beginnend met geel bovenaan de broekingzijde. De 2x6 banen stellen de 6 kerkdorpen voor (brede banen) en de 6 gehuchten (smalle banen) waar de gemeente oorspronkelijk uit bestond.

### Wapen
Het wapen is officieel omschreven als: een schild van azuur, beladen met een naar voren gekeerde St.Lambertus in bisschoppelijk gewaad van goud, houdende in de linkerhand een zwaard en een palmtak, in de rechterhand een bisschopsstaf, alles van goud, het geheel omgeven door het randschrift 'Gemeentebestuur van Helden'. Sint Lambertus is de patroonheilige van de R.K. kerk van Helden

### Gemeenteraad
De laatste gemeenteraad bestond uit 17 zetels:
- CDA 7 zetels
- PvdA/GroenLinks 4 zetels
- IH82 4 zetels
- VVD 2 zetels

## Geboren
- Grada van Horen (1911-1985), verzetsstrijder
- Jolanda Verstraten (1983), atlete
- Brennan Heart (1982), Hardstyle DJ/Producer

## Trivia
Helden was een Millennium Gemeente.

## Nabijgelegen kernen
Panningen, Egchel, Kessel, Baarlo, Maasbree